# Battaglia di Slioch
La battaglia di Slioch venne combattuta nel dicembre del 1307, tra le forze reali scozzesi e un gruppo di ribelli guidato da John Comyn, III conte di Buchan. Anche se lo scontro si dimostrò inconcludente per ambo le parti, Roberto I di Scozia riuscì a consolidare il suo regno.

## Antefatto
Con la vittoria sugli inglesi nella battaglia di Loudoun Hill, il sostegno degli scozzesi a Robert Bruce aumentò sempre più. Ad ogni modo, continuava ad avere degli oppositori in Scozia, tra i quali spiccava John Comyn, conte di Buchan, il cui cugino John III Comyn era stato ucciso proprio da Roberto I. Nel luglio del 1307, Edoardo I d'Inghilterra era morto e suo figlio, Edoardo II era asceso al trono. Questo diede a Roberto I l'opportunità di scontrarsi coi suoi nemici a livello locale, data la poca propensione del nuovo sovrano inglese ad occuparsi della guerra con la Scozia. Dopo aver attaccato i MacDougall a Galloway ed i MacDougall a Lorne, Roberto I si mosse a nordest verso la base di Buchan presso Inverness. Le forze di Bruce erano di molto superiori rispetto a quelle di Buchan e la vittoria pareva certa per gli scozzesi. Ad ogni modo, prima di raggiungere il campo di battaglia, Roberto I cadde malato il che lo costrinse a ritirarsi per riposarsi a Slioch.

## La battaglia
Il conte di Buchan colse l'occasione del ritiro delle truppe scozzesi per tentare di scalzare Robert Bruce dal trono. Il giorno di Natale, le forze del conte di Buchan raggiunsero Slioch dove si trovavano le forze regie al comando del fratello di Roberto, Edward. Vi furono degli scambi di frecce tra gli arcieri delle due fazioni, ma nessuno riuscì a trarne un concreto vantaggio e alla fine Buchan si ritirò. Diversi giorni dopo, Buchan fece ritorno, ma le forze di Robert Bruce erano ancora troppo forti per lui e quindi venne costretto a ritirarsi. Alcuni mesi dopo, Bruce poteva dirsi ristabilito in salute a sufficienza da riprendere l'offensiva contro i suoi oppositori scozzesi. Col suo esercito catturò diversi castelli scozzesi sino a Inverurie.